# 沃莉肖像
沃莉肖像是埃貢·席勒于1912年为一位他在1911年遇见的时年为17岁的少女维拉妮·威利·诺依齐画的油画肖像画。这位少女随后也多次作为模特出现在席勒的画作中。1954年，奥地利艺术收藏家利奥·波德买下这幅画。后来奥地利政府成立利奥·波德博物馆时买下5000多幅波德收藏的画，沃莉肖像也成了博物馆的收藏之一。在于纽约现代艺术美术馆举办的1997-1998年埃贡画展将要结束之时，《纽约时报》披露了这幅画的历史。文章发表后，这幅画的前主人李·邦迪·贾雷（Lea Bondi Jaray）的继承人们联系了纽约县地方检察官要求禁止这幅画运回到奥地利。他们认为这幅画是纳粹的掠夺，理应归还给他们，因此这幅画也被卷入了多年的诉讼纠纷中。
2010年7月，利奥·波德博物馆向邦迪的继承人们支付了1900万美元以获得使用这幅画作的全部权力.